# 聖澤諒
聖澤 諒（ひじりさわ りょう、1985年11月3日 - ）は、長野県更埴市（現・千曲市）出身の元プロ野球選手（外野手）、野球解説者。右投左打。

## 経歴

### プロ入り前
小学校2年から「森スポーツ少年団」で野球を始める。小学時代は剣道クラブにも所属し、4年時に地区大会で優勝した。中学校では軟式野球部に所属し、「4番・投手」を務める。地元の公立校である松代高校に進学。1年春からベンチ入りし、3年時には「4番・遊撃手」として活躍する。最高成績は2年夏の長野大会3回戦。同期入部で最後まで野球部に所属していたのは自身を含めて二人だけというチーム事情の中プレーした。
國學院大學に進学し硬式野球部に入部。2年春からレギュラーに定着する。3年春に東都二部リーグで優勝し、一部昇格を果たした。同年秋のリーグ戦終了後、後に楽天でもチームメイトとなる嶋基宏の後を継ぎ主将となる。4年次には東都大学野球リーグ選抜が日本代表として出場した国際大会ロッテルダム・ワールドポート・トーナメントに出場。個人タイトルでは、3年秋に三塁手、4年秋に外野手でベストナインを受賞した。大学4年秋にチームは最下位に終わり、東都一部リーグ残留を賭けて篠田純平を擁する日本大学と入れ替え戦を戦ったが敗れ、二部降格した。1部通算41試合154打数52安打1本塁打24打点16盗塁、打率.338、2部通算47試合148打数51安打27打点3本塁打、打率.345。
2007年のNPB大学生・社会人ドラフト会議で、東北楽天ゴールデンイーグルスから4巡目で指名。契約金5000万円、年俸1000万円（金額は推定）という条件で入団した。背番号は23。なお、この会議でどの球団からも指名されなかった場合には、ホンダ鈴鹿への入社を予定していた。

### プロ入り後
2008年は、キャンプから積極的に起用され、チーム内の前年のドラフト入団組では唯一の開幕一軍となった。3月20日の開幕戦では守備固めで起用されてセンターの守備に就き、一軍試合初出場となった。また、フレッシュオールスターゲームにも「1番・中堅手」でフル出場し、5打数3安打3盗塁と活躍。優秀選手賞を獲得した。
2009年は、開幕は二軍スタートとなったが、二軍では不動の1番打者を務めた。4月21日に不振の礒部公一に代わって一軍登録されるも結果を残せず二軍落ちするが、今度は怪我の鉄平に代わって一軍登録され、その日の試合でプロ入り初の猛打賞を記録する。鉄平の復帰後は主に代走として出場し、オールスター前で前年の5を上回る12盗塁（盗塁死なし）を記録する。結局代走や守備固めが主の出場ながらチーム2位の15盗塁、盗塁成功率は.882と盗塁技術の高さを見せたが、ここ一番での走塁や守備のミスをすることもあった。
オフの12月に、大学時代の同級生と結婚した。
2010年は、「1番・中堅手」での開幕スタメンを勝ち取る。5月1日のオリックス戦で木佐貫洋から決勝のタイムリー二塁内野安打を放つなど、シーズン序盤は高打率を残したが徐々に下降。しかし中盤には踏み止まり、自身初の規定打席に到達。打率.290とチームトップの24盗塁を記録。外野手では唯一、開幕からシーズン終了まで一度も一軍登録を抹消されなかった。なお、9月22日の対日本ハム戦から外野手での連続守備機会無失策が始まっている。
2011年は、前年に続けて開幕からセンターのレギュラーとして起用され、前半戦は盗塁を量産した。一時は盗塁王を狙える位置にいたが、後半になると相手の警戒が増したことによって盗塁数が激減。それでも前年を大きく上回る52盗塁を記録し、シーズン前の目標の50盗塁を達成したが、本多雄一が60盗塁を記録したため、盗塁王獲得とはならなかった。打率もチームトップ・リーグ9位となる.288の成績を残し、球団創設以来初となる全試合出場も果たした（全イニング出場ではない）。また、7月17日のオリックス戦では9回裏に自身初となるサヨナラ安打（一塁内野安打）を岸田護から放った。シーズン後半は松井稼頭央に1番打者の座を譲り、9番に固定された。
2012年は、開幕から盗塁を量産。前年盗塁王を争った本多が打撃不調などにより盗塁が伸び悩んだため他を大きく引き離して独走。打撃も前半は3割を超える高打率ということも相まって順調に盗塁数を伸ばして、オールスターゲームにも初出場したが、前年同様に夏場にかけて調子を崩してリードオフマンを松井に譲る形となった。以降盗塁数も伸び悩んだが、2年連続の50盗塁を達成し前年打ち立てた球団記録並びに自身の記録を越える54盗塁を記録。盗塁数2位のエステバン・ヘルマンの41盗塁を大きく引き離し、球団、そして自身初となる盗塁王に輝いた。54個の盗塁の内、三盗が12個あり、二桁の三盗は1997年の松井稼頭央以来だった。一方で打率は.270（リーグ16位）と前年から一転して数字を下げた。得点圏打率はリーグトップの.373を記録し、ビハインド時に限ると得点圏打率.536という非常に高い数字を誇った。守備面では2年連続となる守備率10割を記録。この年両リーグ通じて、規定打席に達した野手で無失策だったのは聖澤のみであった。シーズンオフの12月4日に、第3回WBC日本代表候補選手34人が発表され候補入りした。
2013年は、開幕前に第3回WBC日本代表最終メンバーの28人から落選した。シーズンでは前年と同じく1番打者としてスタートするが、4月の中旬からは3番での出場が多くなり、長打力のあるアンドリュー・ジョーンズ、ケーシー・マギーが後ろを打つことになったため、盗塁は減少する。5月23日の対読売ジャイアンツ戦で、2000年に小関竜也が記録した外野手としての守備機会連続無失策658回のパ・リーグ記録に並び、5月25日の対広島東洋カープ戦で岩本貴裕の中飛を処理し、パ・リーグ単独1位となる守備機会連続無失策659回とした。
2014年は、4月2日の対オリックス戦（コボスタ宮城）で9回表に坂口智隆の中飛を捕球し、藤井栄治と並ぶ外野手のNPBタイ記録の820連続守備機会無失策とし、4月3日の同戦の5回表にエステバン・ヘルマンの中飛を捕球し同記録を821として、NPB新記録とした。4月20日、体調不良を理由に一軍選手登録を抹消された。5月20日に再昇格後は再びレギュラーとして起用されるも、8月6日に再び抹消されると再昇格することなくシーズンを終えた。

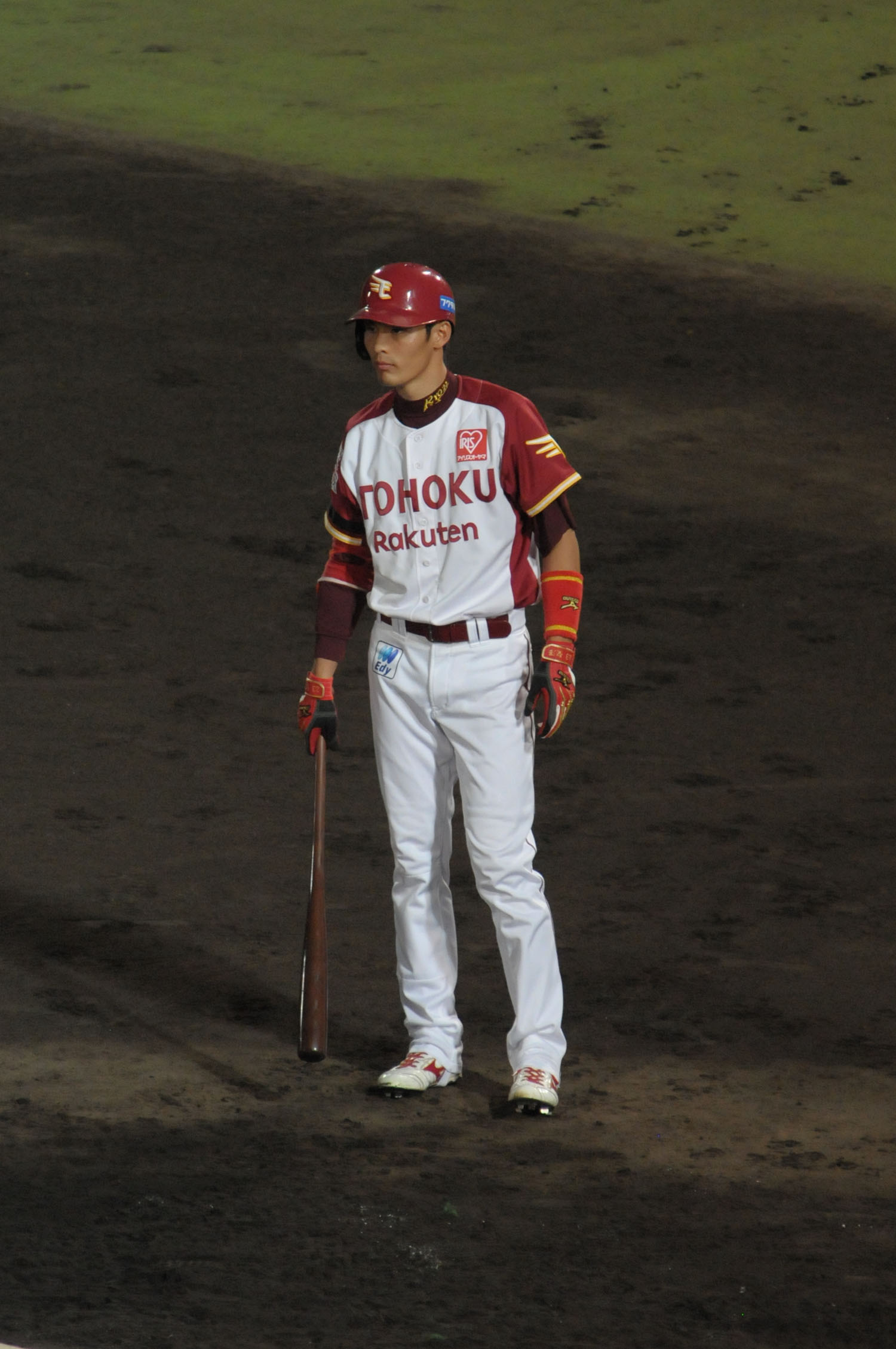
2011年8月30日、こまちスタジアムにて

この年はレギュラー定着以降最小の66試合の出場に留まり、盗塁数も5に終わるなど不本意なシーズンとなった。
2015年は、3月29日の対日本ハム戦（札幌ドーム）で3回に中島卓也の打球を返球する際に悪送球し、連続守備機会無失策の記録が927でストップした。開幕から打撃不振に陥り、5月12日に一軍抹消。6月13日に再び一軍に上がると、6月から7月にかけて打率3割以上を記録するも、8月には再び打撃不振。9月26日に受けた死球の影響で翌日に一軍登録を抹消された。シーズン終了後の11月4日、同シーズン中に獲得していた国内フリーエージェントを行使しないことを発表した。
2016年は、開幕を一軍で迎えたが、序盤はスタメン出場がほとんどなかった。しかし松井稼頭央が膝を痛めたこともあり、スタメン出場回数を一時期伸ばす。しかしオコエ瑠偉の起用数増加や島内宏明の好調もあり、聖澤自身も好調だったもののスタメン機会はあまり多くはなかった。94試合の出場にとどまったが打率は.294を記録し、一度も二軍落ちすることなくシーズンを終えた。2015年シーズンから保有していた国内フリーエージェントについて、行使するとの報道もあったが、11月7日に行使しないことを発表した。
2017年は、開幕当初から代走や右翼手のカルロス・ペゲーロの守備固めとしての出場が主だったが、6月からは岡島豪郎との併用で左翼手スタメンとしての起用が多くなる。打撃成績は打率.250、本塁打1に終わったが、結果的には前年を上回る111試合に出場し、この年も開幕からシーズン終了を通して一軍で過ごした。
2018年には、自身の不振に加えて、シーズン途中から田中和基が一軍の正中堅手に定着。一軍公式戦通算で27試合の出場にとどまり、盗塁も入団後最少の1個で終わった。同期入団の伊志嶺忠などと共に10月29日に球団から戦力外通告を受け11月23日に現役引退を表明した。球団では、同日開催のファン感謝祭で、先に引退を決めていた伊志嶺と揃っての引退セレモニーを実施した。11月26日、任意引退公示された。

### 現役引退後
楽天球団の職員として、2019年度から、球団が運営する「楽天イーグルスアカデミー」のコーチに就任する。その傍ら東北放送（TBCテレビ・TBCラジオ）・東日本放送・J SPORTSの野球解説者としても活動する。

## 選手としての特徴・人物
大学時代は4番を担った経験もあるが、柔軟なバットコントロールで変化球への対応力が高いシュアなバッティングを持ち味とする。鋭いライナー性の打球が特徴。コンタクト率は高いがその分ボール球に手を出すことも多く空振り率も高かった。三振が多く、四球が少ない、出塁率に課題を残す。特にレギュラーとして出場していた2010年から2013年シーズンにかけては、四球の倍以上の数の三振を記録しており、打率の割には出塁率は低かった。
50メートル6.0秒。一塁到達タイムは4.2秒台。走者となるだけでバッテリーに重圧をかけることを可能とする。柔らかいハンドリングを生かした外野守備の評価が高く、2010年には中堅手としてUZR11.0を記録したが、2012年は-20.0、2013年は-14.1と落ち込んでいる。一塁上では3メートル90センチの大きなリードを取り、「自分より足の速い人はたくさんいます。でもどうしても走れないと思うピッチャー、キャッチャーはいません」と自負する盗塁技術を誇る。2013年のキャンプの際に行われた30メートル走でチーム野手ではベストの4.08秒を記録した。
女子プロボクサーの宮尾綾香は2年先輩ながら中学まで一緒であり、互いにプロになってからも交流が続いている。
2009年オフに大学時代の同級生と入籍している。

## 詳細情報

### 年度別打撃成績
| 年 度      | 球 団      | 試 合 | 打 席 | 打 数 | 得 点 | 安 打 | 二 塁 打 | 三 塁 打 | 本 塁 打 | 塁 打 | 打 点 | 盗 塁 | 盗 塁 死 | 犠 打 | 犠 飛 | 四 球 | 敬 遠 | 死 球 | 三 振 | 併 殺 打 | 打 率 | 出 塁 率 | 長 打 率 | O P S |
| ---------- | ---------- | ----- | ----- | ----- | ----- | ----- | -------- | -------- | -------- | ----- | ----- | ----- | -------- | ----- | ----- | ----- | ----- | ----- | ----- | -------- | ----- | -------- | -------- | ----- |
| 2008       | 楽天       | 34    | 49    | 41    | 7     | 11    | 0        | 0        | 0        | 11    | 3     | 5     | 1        | 1     | 2     | 5     | 0     | 0     | 10    | 1        | .268  | .333     | .268     | .602  |
| 2009       | 楽天       | 79    | 65    | 59    | 14    | 13    | 1        | 0        | 0        | 14    | 5     | 15    | 2        | 3     | 0     | 2     | 0     | 1     | 18    | 2        | .220  | .258     | .237     | .495  |
| 2010       | 楽天       | 135   | 577   | 517   | 72    | 150   | 25       | 4        | 6        | 201   | 43    | 24    | 6        | 24    | 1     | 32    | 0     | 3     | 96    | 4        | .290  | .335     | .389     | .723  |
| 2011       | 楽天       | 144   | 559   | 496   | 57    | 143   | 19       | 1        | 2        | 170   | 42    | 52    | 16       | 21    | 3     | 31    | 0     | 8     | 109   | 5        | .288  | .338     | .343     | .681  |
| 2012       | 楽天       | 138   | 595   | 523   | 78    | 141   | 14       | 3        | 4        | 173   | 45    | 54    | 11       | 12    | 4     | 49    | 0     | 7     | 104   | 4        | .270  | .338     | .331     | .671  |
| 2013       | 楽天       | 120   | 491   | 433   | 51    | 123   | 17       | 4        | 2        | 154   | 40    | 21    | 8        | 9     | 0     | 44    | 0     | 5     | 100   | 3        | .284  | .357     | .356     | .713  |
| 2014       | 楽天       | 66    | 209   | 182   | 20    | 48    | 7        | 2        | 1        | 62    | 17    | 5     | 4        | 2     | 1     | 20    | 0     | 4     | 46    | 2        | .264  | .348     | .341     | .688  |
| 2015       | 楽天       | 86    | 288   | 258   | 26    | 65    | 12       | 2        | 0        | 81    | 12    | 15    | 5        | 4     | 1     | 23    | 0     | 2     | 68    | 4        | .252  | .317     | .314     | .631  |
| 2016       | 楽天       | 94    | 229   | 201   | 32    | 59    | 6        | 2        | 3        | 78    | 19    | 3     | 3        | 14    | 1     | 11    | 0     | 2     | 41    | 5        | .294  | .335     | .388     | .723  |
| 2017       | 楽天       | 111   | 252   | 232   | 29    | 58    | 14       | 2        | 1        | 79    | 21    | 2     | 1        | 2     | 1     | 13    | 0     | 4     | 50    | 2        | .250  | .300     | .341     | .641  |
| 2018       | 楽天       | 27    | 69    | 62    | 4     | 12    | 1        | 0        | 0        | 13    | 2     | 1     | 0        | 2     | 0     | 4     | 0     | 1     | 18    | 1        | .194  | .254     | .210     | .463  |
| 通算：11年 | 通算：11年 | 1034  | 3383  | 3004  | 390   | 823   | 116      | 20       | 19       | 1036  | 249   | 197   | 57       | 94    | 14    | 234   | 0     | 37    | 660   | 33       | .274  | .333     | .345     | .677  |

- 各年度の太字はリーグ最高

### 年度別守備成績
| 年 度 | 球 団 | 外野  | 外野  | 外野  | 外野  | 外野  | 外野     | 外野 |
| 年 度 | 球 団 | 試 合 | 刺 殺 | 補 殺 | 失 策 | 併 殺 | 守 備 率 |      |
| ----- | ----- | ----- | ----- | ----- | ----- | ----- | -------- | ---- |
| 2008  | 楽天  | 27    | 23    | 0     | 1     | 0     | .958     |      |
| 2009  | 楽天  | 67    | 48    | 1     | 1     | 0     | .980     |      |
| 2010  | 楽天  | 132   | 280   | 5     | 2     | 0     | .993     |      |
| 2011  | 楽天  | 143   | 288   | 6     | 0     | 1     | 1.000    |      |
| 2012  | 楽天  | 135   | 262   | 7     | 0     | 3     | 1.000    |      |
| 2013  | 楽天  | 115   | 222   | 3     | 0     | 0     | 1.000    |      |
| 2014  | 楽天  | 63    | 110   | 2     | 0     | 0     | 1.000    |      |
| 2015  | 楽天  | 83    | 149   | 2     | 2     | 1     | .987     |      |
| 2016  | 楽天  | 81    | 100   | 2     | 0     | 0     | 1.000    |      |
| 2017  | 楽天  | 91    | 106   | 2     | 1     | 0     | .991     |      |
| 2018  | 楽天  | 21    | 40    | 0     | 0     | 0     | 1.000    |      |
| 通算  | 通算  | 958   | 1562  | 30    | 7     | 5     | .996     |      |

- 各年度の太字はリーグ最高

### タイトル
- 盗塁王：1回 （2012年）

### 表彰
- 最優秀JA全農Go・Go賞：1回 （2012年）
- JA全農Go・Go賞：2回 （最多盗塁賞：2011年4・5月、2012年3・4月）
- 月間サヨナラ賞：1回 （2017年3・4月）
- パ・リーグ連盟特別表彰：1回 （特別賞：2015年）※外野手連続守備機会連続無失策（927）の日本新記録

### 記録
初記録
- 初出場：2008年3月20日、対福岡ソフトバンクホークス1回戦（福岡Yahoo! JAPANドーム）、9回裏に中堅手で出場
- 初打席：2008年3月22日、対福岡ソフトバンクホークス2回戦（福岡Yahoo! JAPANドーム）、11回表にクリストファー・ニコースキーの前に空振り三振
- 初打点：2008年5月9日、対千葉ロッテマリーンズ7回戦（千葉マリンスタジアム）、9回表に伊藤義弘から左犠飛
- 初先発出場：2008年5月23日、対横浜ベイスターズ1回戦（クリネックススタジアム宮城）、9番・中堅手で先発出場
- 初盗塁：2008年5月24日、対横浜ベイスターズ2回戦（クリネックススタジアム宮城）、3回裏に二盗（投手：小山田保裕、捕手：鶴岡一成）
- 初安打：2008年8月26日、対埼玉西武ライオンズ16回戦（西武ドーム）、3回表にマット・キニーから三塁内野安打
- 初本塁打：2010年6月22日、対埼玉西武ライオンズ9回戦（クリネックススタジアム宮城）、5回裏に岸孝之から右越ソロ

節目の記録
- 1000試合出場：2017年9月24日、対福岡ソフトバンクホークス23回戦（福岡 ヤフオク!ドーム）、8回表にオコエ瑠偉の代打で出場 ※史上488人目

その他の記録
- 連続守備機会無失策：927 （2010年9月22日、対北海道日本ハムファイターズ戦 - 2015年3月29日、対北海道日本ハムファイターズ戦） ※外野手のNPB記録（同日時点）[13]
- オールスターゲーム出場：1回 （2012年）

### 背番号
- 23 （2008年 - 2018年）

### 登場曲
- 「南風」レミオロメン（2008年）
- 「虹」Aqua Timez（2009年）
- 「夢」FUNKY MONKEY BABYS（2010年）
- 「ホームグラウンド〜ふるさとへ〜」熊木杏里（2011年）
- 「Hello」ナオト・インティライミ（2012年）
- 「一粒大の涙はきっと」Hi-Fi CAMP（2013年）
- 「DAN DAN 心魅かれてく」FIELD OF VIEW（2014年）
- 「道」GReeeeN（2015年）
- 「心絵」ロードオブメジャー（2016年）
- 「RPG」 SEKAI NO OWARI（2017年 - 2018年）

## 関連情報

### テレビ
- スーパーベースボール（東日本放送）
- J SPORTS STADIUM（J SPORTS）
- 直球勝負!イーグルスLIVE（TBCテレビ）

### ラジオ
- TBCパワフルベースボール（TBCラジオ）

## 著書
- 「弱小チーム出身の僕がプロ野球で活躍できた理由」 辰巳出版 2024年 ISBN 978-4777831593